# 有江活子
有江 活子（ありえ かつこ、1962年10月15日 - ）は、日本のフリーアナウンサー。

## 経歴・人物
北海道札幌市出身。北海道札幌旭丘高等学校、北海道教育大学札幌校卒業。中学校教諭を経て、オーディションを受けてNHK札幌放送局の契約キャスター、結婚に伴い上京、1995年4月よりラジオセンター、2013年4月よりフリー。
なお、m.c.A・Tとは幼馴染である。2014年４月からは特定非営利活動法人日本ランニング振興機構事務局長。また医療ジャーナリストとして、医療関係の取材や関連フォーラムの司会なども行っている。

## 過去の担当番組
テレビ
- イブニングネットワーク北海道（札幌放送局）（NHK総合、1988年4月 - 1991年3月）
- 今日のBS1、東京マーケット情報（NHK BS1、1991年4月 - 1992年3月）
- NHK経済マガジン（NHK総合、1992年4月 - 1993年3月）
- イブニングネットワーク首都圏（NHK総合、1993年4月 - 1995年3月）
- ハローテクノ（NHK総合、1993年）
- 新日本探訪（NHK総合、1993年7月23日・11月19日）

ラジオ
- こんにちはラジオセンター（ラジオ第1、1995年4月 - 1999年3月）
- ラジオほっとタイム（ラジオ第1、1999年4月 - 2008年3月）
- 私も一言!夕方ニュース（ラジオ第1、2008年3月31日 - 2013年3月29日、平日17:00 - 18:50）
- 土曜の夜はケータイ短歌（ラジオ第1 進行役、特番時代）
- いまこそ!ラジオルネサンス（ラジオ第1 2008年3月21日放送、総合司会）

インターネットラジオ
- 鉄音アワー（第110号「鉄女育成スクール」ゲスト）